# Publius Flavius Vegetius Renatus

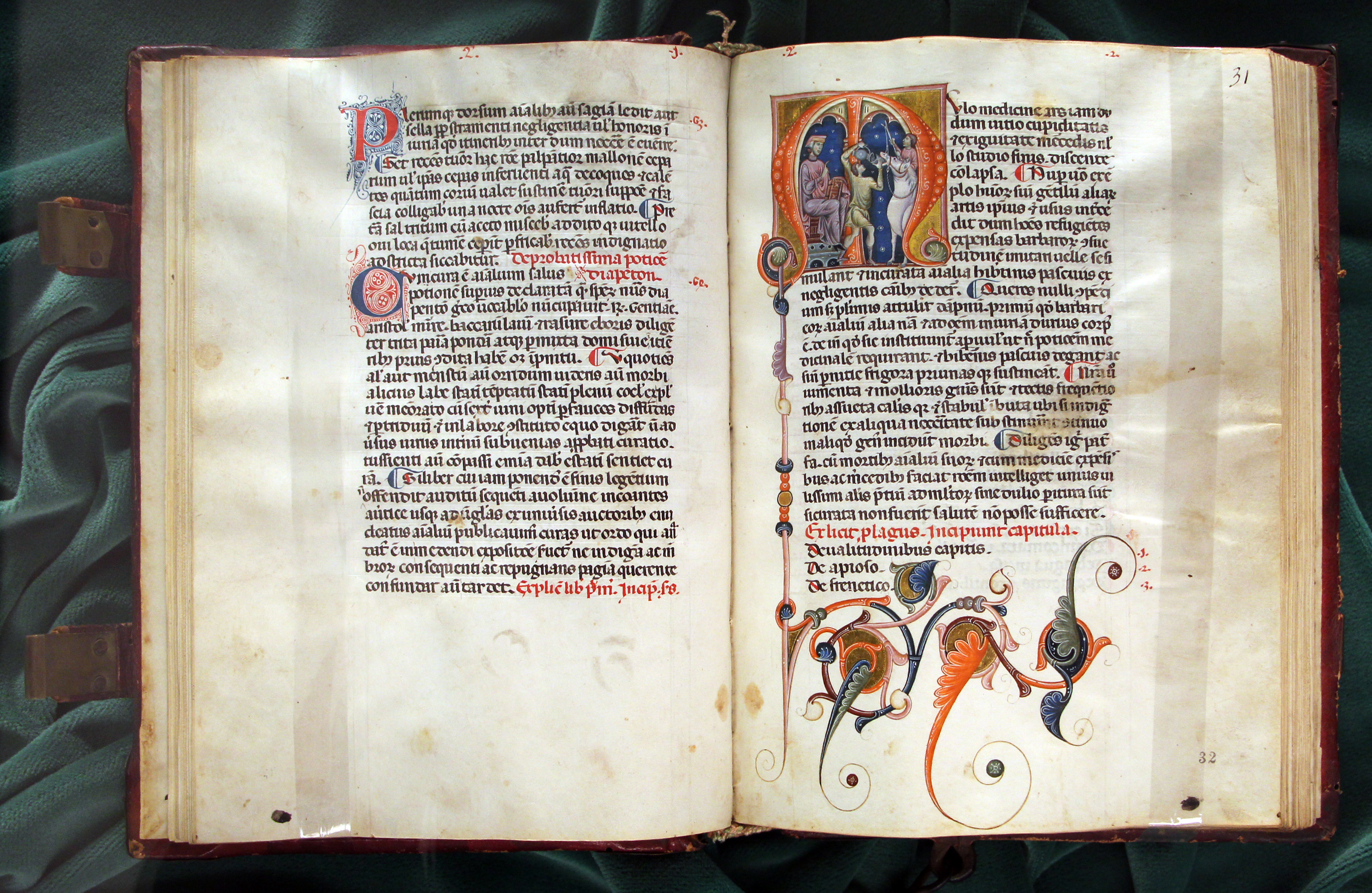
Mulomedicina (1250-1375 ca., Biblioteca Medicea Laurenziana, pluteo 45.19)

Publius Flavius Vegetius Renatus was een Romeins auteur die schreef aan het eind van de 4e en het begin van de 5e eeuw. Hij was een compilator die over het Romeinse leger schreef in Epitoma rei militaris en over diergeneeskunde in Digesta artis mulomedicinae.
Over zijn persoon is weinig bekend. Kopiisten noemen hem comes en vir illustris, wat wijst op een hoge ambtenaar uit de omgeving van de keizer. De naam "Flavius" die hij droeg, was in zijn tijd een eretitel geworden. "Renatus" (herboren) wijst dan weer op een christelijke levensbeschouwing.

## Epitoma rei militaris
Omstreeks 390 n.Chr. maakte hij voor een (ongenoemde) keizer een uittreksel uit alle bronnen die hem ter beschikking staan, met het doel de vroegere glorie van het Romeinse leger weer in ere te herstellen na de anarchie van de tweede helft van de vierde eeuw. In Epitoma rei militari (uittreksel van militaire zaken) ging hij in op elk aspect van rekrutering, training, marsen en veldslagen. 
Tot ver in de Middeleeuwen bleef dit boek het standaardwerk op militair terrein, en had het een grote invloed op de oorlogsvoering. Het oudste bewaard gebleven handschrift dateert uit de zevende eeuw. Alleen al uit de periode tot 1300 zijn er 54 handgeschreven exemplaren bewaard gebleven, wat een relatief groot aantal is. Tot zijn lezerskring behoorden onder andere Lotharius II, Karel de Kale, Godfried V van Anjou en Filips de Schone.
De re militari werd circa 1284 in het Frans vertaald als L'art de chevalerie door Jean de Meung, de auteur van het tweede deel van de Roman de la Rose.

## Mulomedicina
Verder worden ook de Digestorum artis mulomedicinae libri quattor, een overzicht over diergeneeskunde in vier delen, waarin de auteur als ervaren paardenfokker tevoorschijn treedt, aan hem toegeschreven. Deze toeschrijving is echter betwist.